# The Poor Student
The Poor Student è un cortometraggio muto del 1910. Il nome del regista non viene riportato nei titoli.

## Produzione
Il film fu prodotto dall'Independent Moving Pictures Co. of America (IMP).

## Distribuzione
Il film - un cortometraggio in una bobina - uscì nelle sale il 15 dicembre 1910, distribuito dalla Motion Picture Distributors and Sales Company.